# Sportlövészet az 1912. évi nyári olimpiai játékokon
Az 1912. évi nyári olimpiai játékokon a sportlövészetben tizennyolc versenyszámot rendeztek.

## Éremtáblázat
(A rendező ország csapata és a magyar érmesek eltérő háttérszínnel, az egyes számoszlopok legmagasabb értéke, vagy értékei vastagítással kiemelve.)
| Az 1912. évi nyári olimpiai játékok éremtáblázata sportlövészetben | Az 1912. évi nyári olimpiai játékok éremtáblázata sportlövészetben | Az 1912. évi nyári olimpiai játékok éremtáblázata sportlövészetben | Az 1912. évi nyári olimpiai játékok éremtáblázata sportlövészetben | Az 1912. évi nyári olimpiai játékok éremtáblázata sportlövészetben | Olimpia  |
| ------------------------------------------------------------------ | ------------------------------------------------------------------ | ------------------------------------------------------------------ | ------------------------------------------------------------------ | ------------------------------------------------------------------ | -------- |
|                                                                    | Ország                                                             | Arany                                                              | Ezüst                                                              | Bronz                                                              | Összesen |
| 1.                                                                 | Svédország (SWE)                                                   | 7                                                                  | 6                                                                  | 4                                                                  | 17       |
| 2.                                                                 | Egyesült Államok (USA)                                             | 7                                                                  | 4                                                                  | 3                                                                  | 14       |
| 3.                                                                 | Franciaország (FRA)                                                | 2                                                                  | 0                                                                  | 0                                                                  | 2        |
| 4.                                                                 | Nagy-Britannia (GBR)                                               | 1                                                                  | 4                                                                  | 4                                                                  | 9        |
| 5.                                                                 | Magyarország (HUN)                                                 | 1                                                                  | 0                                                                  | 0                                                                  | 1        |
|                                                                    |                                                                    |                                                                    |                                                                    |                                                                    |          |
| 6.                                                                 | Dánia (DEN)                                                        | 0                                                                  | 1                                                                  | 2                                                                  | 3        |
| 7.                                                                 | Németország (GER)                                                  | 0                                                                  | 1                                                                  | 1                                                                  | 2        |
| 7.                                                                 | Norvégia (NOR)                                                     | 0                                                                  | 1                                                                  | 1                                                                  | 2        |
| 7.                                                                 | Oroszország (RUS)                                                  | 0                                                                  | 1                                                                  | 1                                                                  | 2        |
|                                                                    |                                                                    |                                                                    |                                                                    |                                                                    |          |
| 10.                                                                | Finnország (FIN)                                                   | 0                                                                  | 0                                                                  | 2                                                                  | 2        |
|                                                                    |                                                                    |                                                                    |                                                                    |                                                                    |          |
| Összesen                                                           | Összesen                                                           | 18                                                                 | 18                                                                 | 18                                                                 | 54       |

## Érmesek
| Az 1912. évi nyári olimpiai játékok érmesei sportlövészetben | | | |
| Versenyszám                                                  | Arany | Ezüst | Bronz |
| Gyorstűzelö pisztoly 25 m                                    | Alfred Lane · Egyesült Államok (USA) · 287                                                                                      | Paul Palén · Svédország (SWE) · 286                                                                                        | Johan Hübner von Holst · Svédország (SWE) · 283                                                                                           |
| Pisztoly 50 m                                                | Alfred Lane · Egyesült Államok (USA) · 499                                                                                      | Peter Dolfen · Egyesült Államok (USA) · 474                                                                                | Charles Stewart · Nagy-Britannia (GBR) · 470                                                                                              |
| Párbajpisztoly 30 méter csapat                               | Svédország (SWE) · Eric Carlberg · Vilhelm Carlberg · Johan Hübner von Holst · Paul Palén                                       | Oroszország (RUS) · Amos Kash · Nikolai Melnitsky · Grigori Panteleimonov · Pavel Voyloshnikov                             | Nagy-Britannia (GBR) · Hugh Durant · Albert Kempster · Horatio Poulter · Charles Stewart                                                  |
| Revolver és pisztoly 50 méter csapat                         | Egyesült Államok (USA) · John Dietz · Peter Dolfen · Alfred Lane · Henry Sears                                                  | Svédország (SWE) · Erik Boström · Eric Carlberg · Vilhelm Carlberg · Georg de Laval                                        | Nagy-Britannia (GBR) · Hugh Durant · Albert Kempster · Horatio Poulter · Charles Stewart                                                  |
| Futóvad egyes lövés                                          | Alfred Swahn · Svédország (SWE)                                                                                                 | Ake Lundeberg · Svédország (SWE)                                                                                           | Nestori Toivonen · Finnország (FIN) |
| Futóvad kettős lövés                                         | Ake Lundeberg · Svédország (SWE)                                                                                                | Edward Benedicks · Svédország (SWE)                                                                                        | Oscar Swahn · Svédország (SWE) |
| Futóvad, csapat                                              | Svédország (SWE) · Per-Olof Arvidsson · Åke Lundeberg · Alfred Swahn · Oscar Swahn                                              | Egyesült Államok (USA) · William Leushner · William Libbey · William McDonnell · Walter Winans                             | Finnország (FIN) · Axel Londen · Ernst Rosenqvist · Nestori Toivonen · Iivar Väänänen                                                     |
| Kisöbü puska fekvö 50 m.                                     | Frederick Hird · Egyesült Államok (USA) · 194                                                                                   | William Milne · Nagy-Britannia (GBR) · 193                                                                                 | Harold Burt · Nagy-Britannia (GBR) · 192                                                                                                  |
| Kisöbü puska 25 m.                                           | Vilhelm Carlberg · Svédország (SWE)                                                                                             | Johan Hübner von Holst · Svédország (SWE)                                                                                  | Gideon Ericsson · Svédország (SWE) |
| Kisöbü puska csapat, 25 m.                                   | Svédország (SWE) · Gustaf Boivie · Eric Carlberg · Vilhelm Carlberg · Johan Hübner von Holst                                    | Nagy-Britannia (GBR) · William Milne · Joseph Pepé · William Pimm · William Styles                                         | Egyesült Államok (USA) · Frederick Hird · William Leushner · William McDonnell · Warren Sprout                                            |
| Kisöbü puska csapat, 50 m.                                   | Nagy-Britannia (GBR) · Edward Lessimore · Robert Murray · Joseph Pepé · William Pimm                                            | Svédország (SWE) · Arthur Nordenswan · Eric Carlberg · Vilhelm Carlberg · Ruben Örtegren                                   | Egyesült Államok (USA) · Frederick Hird · William Leushner · Carl Osburn · Warren Sprout                                                  |
| Hadipuska 300 m.                                             | Prokopp Sándor · Magyarország (HUN)                                                                                             | Carl Osburn · Egyesült Államok (USA)                                                                                       | Engebret Skogen · Norvégia (NOR) |
| Hadipuska 300 m. összetett                                   | Paul Colas · Franciaország (FRA)                                                                                                | Lars Jørgen Madsen · Dánia (DEN)                                                                                           | Niels Larsen · Dánia (DEN) |
| Hadipuska 600 m.                                             | Paul Colas · Franciaország (FRA)                                                                                                | Carl Osburn · Egyesült Államok (USA)                                                                                       | John Jackson · Egyesült Államok (USA) |
| Hadipuska, csapat 300 m.                                     | Svédország (SWE) · Carl Björkman · Erik Blomqvist · Mauritz Eriksson · Hugo Johansson · Gustaf Adolf Jonsson · Bernhard Larsson | Norvégia (NOR) · Albert Helgerud · Einar Liberg · Østen Østensen · Olaf Sæther · Ole Sæther · Gudbrand Skatteboe           | Dánia (DEN) · Niels Andersen · Jens Hajslund · Laurits Larsen · Niels Larsen · Lars Jørgen Madsen · Ole Olsen                             |
| Hadipuska csapat 200, 400, 500, 600 m.                       | Egyesült Államok (USA) · Harry Adams · Allan Briggs · Cornelius Burdette · John Jackson · Carl Osburn · Warren Sprout           | Nagy-Britannia (GBR) · Henry Burr · Arthur Fulton · Harcourt Ommundsen · Edward Parnell · James Reid · Edward Skilton      | Svédország (SWE) · Carl Björkman · Tönnes Björkman · Mauritz Eriksson · Werner Jernström · Hugo Johansson · Bernhard Larsson              |
| Trap, egyéni                                                 | James Graham · Egyesült Államok (USA) · 96                                                                                      | Alfred Goeldel · Németország (GER) · 94                                                                                    | Harry Blau · Oroszország (RUS) · 91 |
| Agyaggalamb, csapat                                          | Egyesült Államok (USA) · Charles Billings · Edward Gleason · James Graham · Frank Hall · John Hendrickson · Ralph Spotts        | Nagy-Britannia (GBR) · John Butt · William Grosvenor · Harold Humby · Alexander Maunder · Charles Palmer · George Whitaker | Németország (GER) · Alfred Goeldel · Horst Goeldel · Erland Koch · Albert Preuß · Erich Graf von Bernstorff · Franz von Zedlitz und Leipe |